# 坎门街道
28°04′51″N 121°16′40″E / 28.0807179737477°N 121.2779088690877°E
坎门街道是中华人民共和国浙江省台州市玉环市下辖的一个街道办事处。坎门中心渔港位于该镇，是国家级中心渔港。

## 历史沿革
坎门历史上曾经多次设立“坎门镇”建制。1931年，境内分设教场头镇、钓艚岙镇和鹰东乡3个乡镇。1937年，3个乡镇合并称坎门镇。后改坎门公社。1984年，复置坎门镇。1992年，临近的西台乡、双龙乡、里黄乡撤消建制并入坎门镇。2000年坎门镇建制取消，成为珠港镇坎门办事处。随着多年的发展，原西台乡和双龙乡的部分地区已经融入坎门镇区，原里黄乡一带则仍是独立聚落。

## 范围

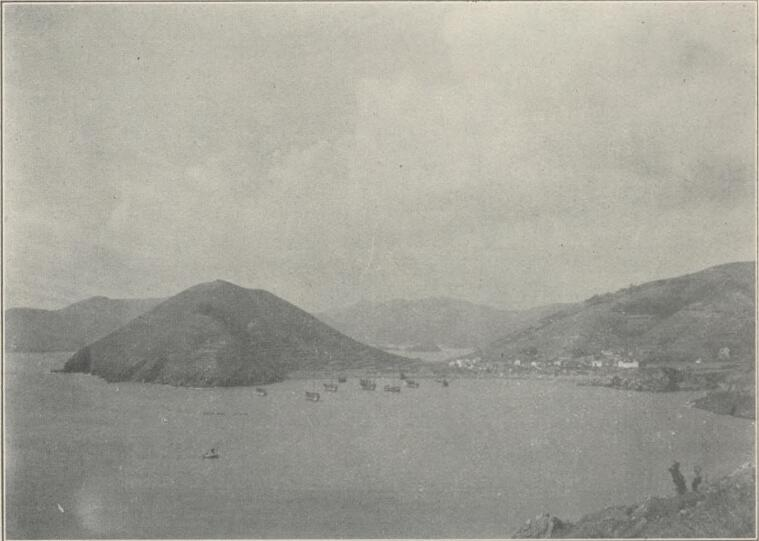
1929年的玉環花岩礁，显示出沉淹海岸的幼期侵蝕情况

2002年，坎门地区社区管理体制调整后，坎门办事处（后升格为坎门街道）辖区范围内共有如下社区和村：红旗社区、灯塔社区、海城社区、振兴社区、胡沙头社区、坎中社区、后沙社区、海港社区、坎门社区、应东社区、里澳社区、东沙社区、双龙村、水龙村、双丰村、东安村、花岩礁村和黄门村。其中胡沙头社区、坎中社区、后沙社区3个社区为最早的坎门镇区范围。海港社区是填涂新建的居住小区。红旗社区、海城社区、振兴社区、坎门社区4个社区内各保留1个渔业经济合作社。灯塔社区、鹰东社区、东沙社区是坎门城区蔓延后由村改制，目前大部分地区也已经实现城市化，逐渐成为坎门镇区的一部分。灯塔社区即是原西台乡乡政府所在地，位于镇区东北。坎门街道的另外一个里澳社区，大致相当于原里黄乡，虽然已经改制为社区居民委员会，但其与坎门镇区有山海相隔，并不属于坎门镇区的一部分。
另外，水龙村、双龙村和东安村位于坎门建成区相连接的区域，2010年国家统计局公布的浙江省城乡划分表中，该三个村也被认为是坎门城区的一部分。
坎门街道另外3个村，即双丰村、花岩礁村和黄门村则为独立的村落。

### 行政区划
坎门街道现辖13个社区、6个村：红旗社区、灯塔社区、海城社区、振兴社区、胡沙头社区、后沙社区、海港社区、坎门社区、鹰东社区、里澳社区、东沙社区、渝汇社区、海都社区、双龙村、水龙村、双丰村、东安村、花岩礁村、黄门村。

## 人口
2002年社区改制时，坎门镇区内11个社区居民委员会常住人口为55192人，暂住人口18430人，另里澳社区有常住人口5874，暂住人口990。此后，海城社区、海港社区等地人口增长迅速，镇区内总人口超过10万，其中常住人口在6万以上。
坎门镇内居民语言很杂，本地使用闽南语的福建移民后裔甚众，同时也通行太平话、温州话，甚至兴化话、福州话。而玉环县其它地区因此前曾属温岭县（今温岭市，历史上称太平县），所以主要通行太平话。